# Tehuelchesaurus benitezii
Il tehuelchesauro (Tehuelchesaurus benitezii Rich et al., 1999) era un dinosauro erbivoro appartenente all'infraordine dei sauropodi. Visse nel Giurassico superiore (Kimmeridgiano/Titoniano, circa 155 milioni di anni fa) e i suoi resti sono stati ritrovati in Sudamerica (Argentina). È l'unica specie del genere Tehuelchesaurus.

## Descrizione
Conosciuto per uno scheletro parziale privo di cranio, questo dinosauro doveva avere l'aspetto tipico dei sauropodi primitivi: il corpo massiccio era sorretto da forti arti colonnari e collo e coda dovevano essere moderatamente allungati. Le parti note dello scheletro includono parti delle zampe anteriori e posteriori, parti dei cinti scapolare e pelvico, alcuni frammenti di costole, varie vertebre dorsali, sacrali e caudali e impronte della pelle. Sembra che quest'ultima fosse formata da scaglie esagonali piatte, che non si sovrapponevano fra loro. La lunghezza del collo dell'animale è sconosciuta, ma dal raffronto con gli scheletri di animali simili (Patagosaurus, Barapasaurus, Omeisaurus) si è ipotizzato che Tehuelchesaurus potesse raggiungere una lunghezza complessiva di circa 15 metri.

## Classificazione
I resti di tehuelchesauro sono stati ritrovati nella provincia di Chubut (Argentina), nella formazione Canadon Asfalto, e sono stati descritti per la prima volta nel 1999. Benché relativamente simili a quelli dei sauropodi cetiosauridi (come i già citati Barapasaurus e Patagosaurus), i resti di questo dinosauro ne differivano per alcuni particolari, tra cui le vertebre caudali, dotate di profonde depressioni senza camere interne sui lati e di centri vertebrali dalle superfici articolari posteriori concave (opistocele). Per altri versi, il tehuelchesauro assomiglia molto all'omeisauro, sauropode cinese dalle affinità incerte che si pensa fosse membro di una radiazione di sauropodi asiatici del Giurassico (Omeisauridae); tuttavia, anche in questo caso sono state riscontrate differenze: il tehuelchesauro era dotato di braccia più robuste e la forma del bacino era diversa.

## Significato del nome
Il nome generico Tehuelchesaurus deriva da quello degli indigeni Tehuelche, una popolazione che abitò per lungo tempo la regione dove sono stati trovati i resti fossili; l'epiteto specifico, invece, è in onore di Aldino Benitez, che scoprì l'esemplare tipo di questo dinosauro.